# Cydia toreuta
The Eastern Pine Seedworm Moth (Cydia toreuta) là một loài bướm đêm thuộc họ Tortricidae. Nó được tìm thấy ở Bắc Mỹ.
Sải cánh dài khoảng 13 mm.

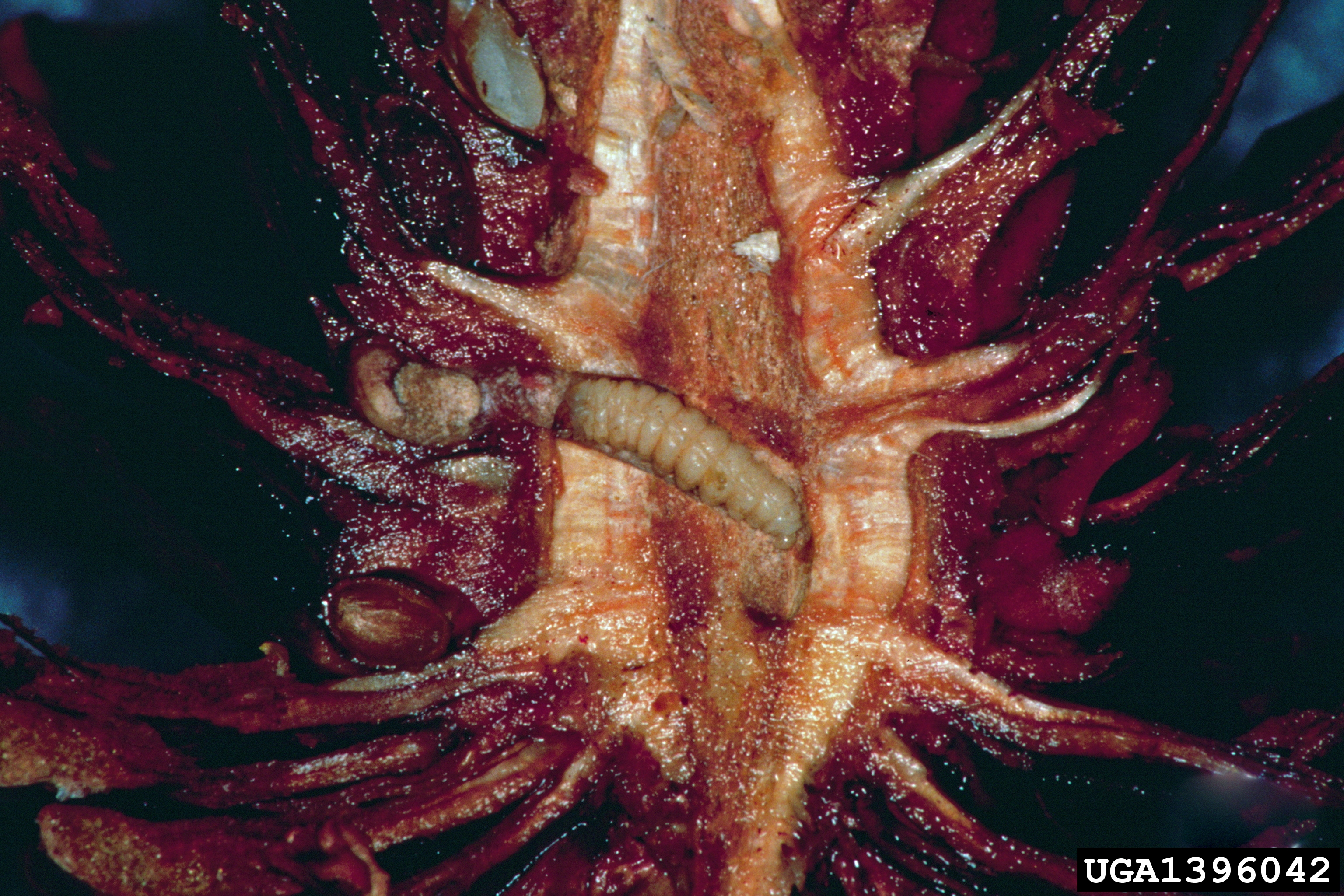
Caterpillar

Ấu trùng ăn the seeds of Pinus resinosa và Pinus banksiana.